# Gesneriàcies
Gesneriàcies és una família d'angiospermes que trobem en l'ordre de les lamials. El nom d'aquesta família prové del gènere Gesneria, el qual s'anomena així en honor de l'humanista suís Conrad Gessner. Moltes espècies tenen ús ornamental, la planta més coneguda per aquesta raó és la violeta africana, que es troba dins del gènere Saintpaulia.

## Característiques

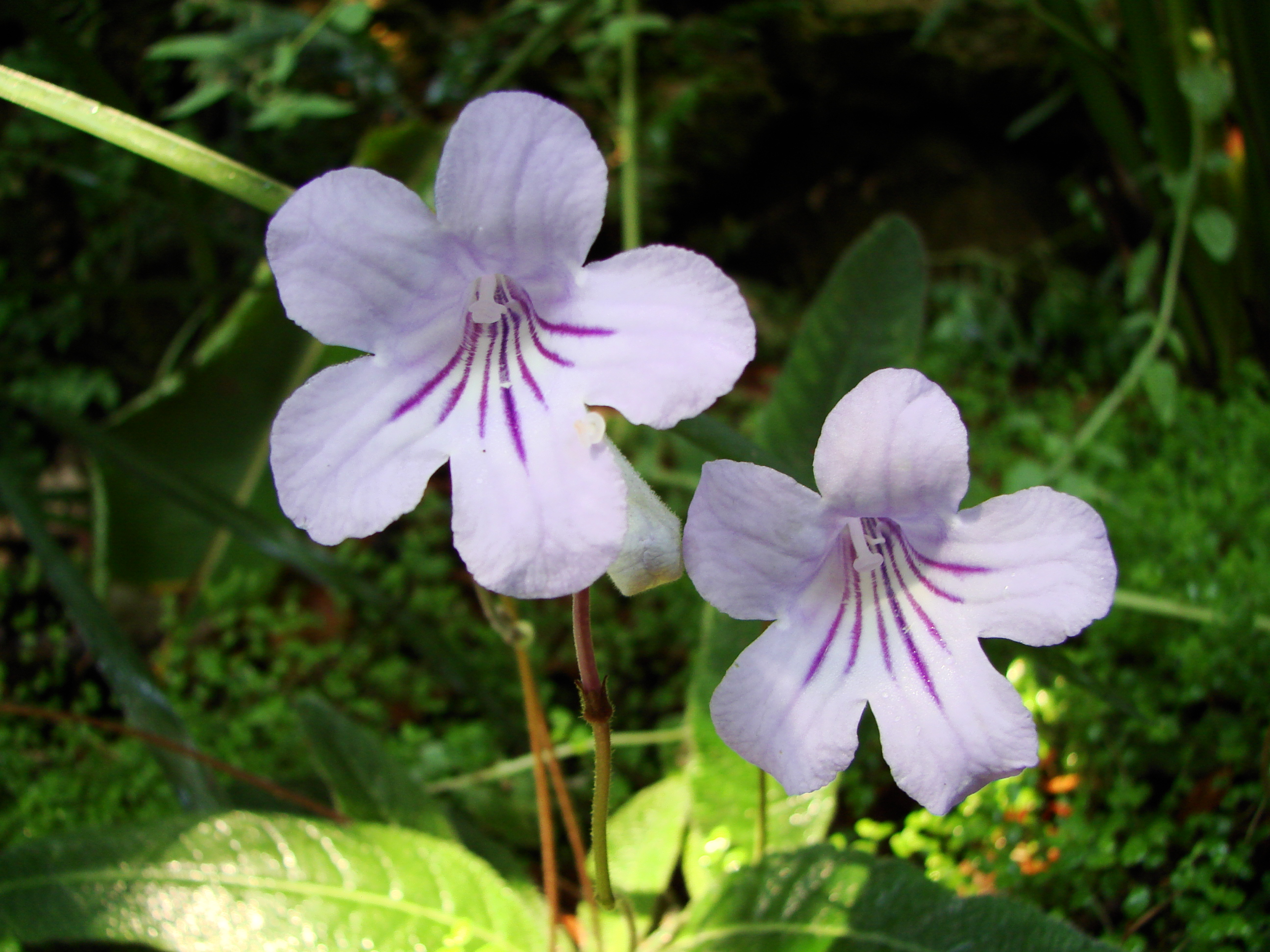
Streptocarpus gardenii

La majoria en són plantes herbàcies o subarbustives i unes poques arbusts llenyosos o arbres menuts. La fil·lotaxi sol ser oposada i s'entrecreua, però les fulles formen una espiral o un patró alternatiu en alguns grups. Igual que amb els altres membres de les lamials les flors tenen, normalment, unes corol·les zigomorfes en les quals els pètals es fonen formant un tub, i no hi ha un caràcter que separi una gesneriàcia de qualsevol altre membre pertanyent a les lamials. Les gesneriàcies es difereixen de les altres famílies relacionades, dins de les lamials, per tenir l'estructura de la inflorescència inusual, "cim bifloral", encara que algunes gesneriàcies no tenen aquesta característica, i en canvi algunes altres lamials (algunes calceolariàcies i algunes escrofulariàcies) la comparteixen. L'ovari pot ser súper, semiínfer o totalment ínfer. El fruit és o una càpsula seca o una baia carnosa. Les llavors són sempre petites i nombroses. Les gesneriàcies tradicionalment han estat separades de les escrofulariàcies per tenir un ovari unilocular en lloc de tindre'l bilocular, amb placentació parietal en lloc d'una placentació axial.

## Distribució
Les trobem als climes tropicals i subtropicals del vell món i del nou món, i algunes poques espècies en les àrees temperades.

## Gèneres
Té uns 150 gèneres i prop de 3.200 espècies. Aquesta família està dividida en quatre subfamílies: 
- Subfamília: Coronantheroideae
  - Tribu: Coronanthereae
    - Gèneres: Asteranthera - Coronanthera - Depanthus - Fieldia - Lenbrassia - Mitraria - Negria - Rhabdothamnus - Sarmienta
- Subfamília: Didymocarpoideae
  - Tribu: Cyrtandreae
    - Gèneres: Cyrtandra - Rhynchotechum

  - Tribu: Didymocarpeae
    - Gèneres: Acanthonema - Allocheilos - Allostigma - Ancylostemon - Anna - Beccarinda - Boea - Boeica - Bournea - Briggsia - Briggsiopsis - Calcareoboea - Cathayanthe - Championia - Chirita - Chiritopsis - Colpogyne - Conandron - Corallodiscus - Dayaoshania - Deinocheilos - Deinostigma - Didissandra - Didymocarpus - Didymostigma - Dolicholoma - Gyrocheilos - Haberlea - Hemiboea - Hemiboeopsis - Henckelia - Hexatheca - Isometrum - Jancaea - Lagarosolen - Leptoboea - Linnaeopsis - Loxocarpus - Metabriggsia - Metapetrocosmea - Nodonema - Opithandra - Orchadocarpa - Oreocharis - Ornithoboea - Paraboea - Petrocodon - Petrocosmea - Phylloboea - Platyadenia - Platystemma - Primulina - Pseudochirita - Ramonda - Raphiocarpus - Rhabdothamnopsis - Saintpaulia - Schizoboea - Drehfrucht - Tengia - Tetraphyllum - Thamnocharis - Trachystigma - Tremacron - Trisepalum

  - Tribu: Titanotricheae
    - Gènere: Titanotrichum

  - Tribu: Trichosporeae
    - Gèneres: Aeschynanthus - Agalmyla - Loxostigma - Lysionotus - Micraeschynanthus
- Subfamília: Epithematoideae
  - Tribu: Klugieae
    - Gèneres: Epithema - Gyrogyne - Loxonia - Monophyllaea - Rhynchoglossum - Stauranthera - Whytockia
- Subfamília: Gesnerioideae
  - Tribu: Beslerieae
    - Gèneres: Anetanthus - Besleria - Cremosperma - Gasteranthus - Reldia - Resia - Tylopsacas

  - Tribu: Napeantheae
    - Gènere: Napeanthus

  - Tribu: Gesnerieae
    - Gèneres: Bellonia - Gesneria - Rhytidophyllum

  - Tribu: Gloxinieae
    - Gèneres: Achimenes - Diastema - Eucodonia - Gloxinella - Gloxinia - Gloxiniopsis - Goyazia - Heppiella - Kohleria - Lembocarpus - Mandirola - Monopyle - Moussonia - Niphaea - Nomopyle - Pearcea - Phinaea - Seemannia - Smithiantha - Solenophora

  - Tribu: Sinningieae
    - Gèneres: Paliavana - Sinningia - Vanhouttea

  - Tribu: Sphaerorrhizeae
    - Gènere: Sphaerorrhiza

  - Tribu: Episcieae
    - Gèneres: Alloplectus - Alsobia - Chrysothemis - Cobananthus - Codonanthe - Codonanthopsis - Columnea - Corytoplectus - Crantzia - Drymonia - Episcia - Glossoloma - Nautilocalyx - Nematanthus - Neomortonia - Oerstedina - Paradrymonia - Rhoogeton - Rufodorsia

  - Gèneres sense classificació en una tribu: Bellonia - Cremersia - Cremospermopsis - Lampadaria

## Taxonomia
El gènere més gran i més estès és Cyrtandra, amb prop de 600 espècies d'àmplia distribució en el sud-est asiàtic, Malàisia, Indonèsia, les Filipines i les illes del Pacífic, tan lluny com les Illes hawaianes.
Diversos estudis de sistemàtica molecular han demostrat que les gesneriàcies no estan estretament relacionades amb qualsevol altra família de les lamials, però més recentment s'ha suggerit un grup germà relacionat amb les calceolariàcies. Altres estudis han suggerit que els dos gèneres, Sanango i Peltanthera, haurien de col·locar-se en altres famílies, ja que estan més estretament relacionats amb les gesneriàcies que qualsevol altre membre de les lamials, però no hi ha encara un consens sobre si aquests gèneres han de ser inclosos en aquesta família.
El gènere Rehmannia a vegades ha estat inclòs dins de les gesneriàcies, però hui en dia es troba dins de la família Scrophulariaceae.
D'acord amb les investigacions dels últims anys s'ha reorganitzat la subfamília Didymocarpoideae, que prèviament s'anomenava Cyrtandroideae.